# 1810 en Italie
Chronologie de l'Italie
- 1806
- 1807
- 1808
- 1809
- 1810
- 1811
- 1812
- 1813
- 1814

## Événements
- 17 février : les États des Rome sont réunis par sénatus-consulte organique à l’Empire français[1].
- Février : Murat charge Manhès de pacifier les Abruzzes et la Calabre[2] où règne des révoltes paysannes endémiques entretenues depuis 1806 par les Bourbon de Naples, réfugiés en Sicile sous la protection de la flotte britannique[3].
- 11 septembre : éruption du Vésuve[4]

## Culture

### Opéras créés en 1810
- 23 avril :  I filosofi al cimento, opéra (dramma giocoso) de Vincenzo Lavigna, livret de Angelo Anelli, créé au Teatro alla Scala à Milan
- 15 août : création de Marco Albino in Siria de Giacomo Tritto, au Teatro San Carlo de Naples
- 3 novembre : première de La cambiale di matrimonio[5] (La Lettre de promesse de mariage), opéra-bouffe de Gioachino Rossini[6], sur un livret de Gaetano Rossi, créé au Teatro San Moisè à Venise.
- 1er décembre : création de Odoardo e Cristina de Stefano Pavesi, au Teatro San Carlo de Naples

## Naissances en 1810
- 4 mai : Lorenzo Salvi, chanteur lyrique (ténor). († 16 janvier 1879)
- 18 mai : Francesco Maria Piave, librettiste († 5 mars 1876).
- 6 août : Giorgio Ronconi, chanteur lyrique  (baryton). († 6 août 1890)
- 10 août : Camillo Benso, conte di Cavour, homme d'État piémontais, acteur de l'unité italienne, considéré, avec Giuseppe Garibaldi, Victor-Emmanuel II et Giuseppe Mazzini, comme l'un des « pères de la patrie » italienne. († 6 juin 1861)
- 17 octobre : Giovanni Matteo de Candia dit Mario, chanteur d'opéra. († 11 décembre 1883)
- 7 décembre : Francesco Ferrara, économiste, journaliste et homme politique, qui fut député, puis sénateur du royaume d'Italie et ministre des finances. († 22 janvier 1900)

- Giovannina Lucca, éditrice d'ouvrages musicaux. († 19 août 1894).

## Décès en 1810
- 27 janvier : Francesco Piranesi, graveur et architecte. (° v. 1758)
- 30 mars : Luigi Lanzi, 77 ans, archéologue, homme d'église, homme de lettres et historien de l'art. (° 1732)
- 8 avril : Venanzio Rauzzini, 63 ans, castrat soprano, compositeur et professeur de chant.  (° 19 décembre 1746)
- 16 juin : Giuseppe Angelo Saluzzo di Menusiglio, 75 ans, savant piémontais, chimiste, auteur de plusieurs découvertes sur les propriétés des gaz et sur la teinture, l'un des fondateurs avec Joseph-Louis Lagrange de la Societa privata torinese, ancêtre de l'Académie des Sciences de Turin [7]. (° 1734)
- 21 juin : Giovanni Battista Caprara, 77 ans, archevêque Milan, créé cardinal par le pape Pie VI. (° 29 mai 1733)
- 15 septembre : Alessandro d'Anna, 64 ans, peintre, connu pour ses tableaux de paysages (vedute) et pour ses gouaches de costumes traditionnels napolitains. (° 1746)

- Giuseppe Troni, peintre de la cour portugaise d'origine italienne (° 1739).